# Mickeltjärnarna (Jokkmokks socken, Lappland, 737179-173889)
Mickeltjärnarna är en sjö i Jokkmokks kommun i Lappland och ingår i Råneälvens huvudavrinningsområde. Sjön har en area på 0,0581 kvadratkilometer och ligger 211,1 meter över havet.

## Delavrinningsområde
Mickeltjärnarna ingår i det delavrinningsområde (736285-174750) som SMHI kallar för Mynnar i Råneälven. Medelhöjden är 204 meter över havet och ytan är 67,5 kvadratkilometer. Räknas de 13 avrinningsområdena uppströms in blir den ackumulerade arean 349,27 kvadratkilometer. Sör-Lillån (Aimobäcken) som avvattnar avrinningsområdet har biflödesordning 2, vilket innebär att vattnet flödar genom totalt 2 vattendrag innan det når havet efter 84 kilometer. Avrinningsområdet består mestadels av skog (84 procent) och sankmarker (10 procent). Avrinningsområdet har 0,06 kvadratkilometer vattenytor vilket ger det en sjöprocent på 0,1 procent.